# Lavads kyrka
Lavads kyrka är en kyrkobyggnad som sedan 2006 tillhör Örslösa församling (tidigare Lavads församling) i Skara stift. Den ligger i Lidköpings kommun.

## Kyrkobyggnaden
Kyrkan byggdes ursprungligen på 1100-talet eller 1200-talet med murar av gråsten och kalkbruk, och grå sandsten i hörn och portaler. Under slutet av 1600-talet revs det medeltida koret och långhuset förlängdes åt öster. Då fick kyrkan också bänkar och trägolv. Av dessa bänkar från 1690 finns endast en bänkdörr i södra koret kvar. Det nya långhuset fick då tak av brädor. Omkring år 1770 byggde man till ett vapenhus på kyrkans västra sida. Kyrkobesökare går in i kyrkan via vapenhuset. 1966 byggde man till en sakristia vid kyrkans nordöstra ände.

## Inventarier
- Dopfunten är sedan kyrkans byggnadstid på 1200-talet.
- Altarkrucifixet är tillverkat på 1700-talet.
- Predikstolen av Olof Tholin från 1715, med akantusblad, är tidstypisk.
- Altarring och läktare tillkom troligen vid 1800-talets slut. Nuvarande altaruppsats är från 1937.

### Orgel
Orgeln på västläktaren är byggd 1880 av Johan Anders Johansson med en ljudande fasad och hade från början fem stämmor: Gedakt 8', Principal 4', Salicional 8', VIolin 8', Oktava 2. Den dispositionsförändrades 1948 av Hammarbergs Orgelbyggeri AB, varvid stämmor ändrades genom avskärning och pedal anhängdes.

## Klockstapel
Något kyrktorn har aldrig funnits. Kyrkklockorna sitter istället i en klockstapel som uppfördes 1780 och restaurerades 1925.